# Euseius scutalis
Euseius scutalis är en spindeldjursart som först beskrevs av Athias-Henriot 1958.  Euseius scutalis ingår i släktet Euseius och familjen Phytoseiidae. Inga underarter finns listade i Catalogue of Life.